# 梯度下降法
梯度下降法（英語：Gradient descent）是一个一阶最优化算法，通常也称为最陡下降法，但是不該與近似積分的最陡下降法（英語：Method of steepest descent）混淆。
要使用梯度下降法找到一个函数的局部极小值，必须向函数上当前点对应梯度（或者是近似梯度）的反方向的规定步长距离点进行迭代搜索。如果相反地向梯度正方向迭代进行搜索，则会接近函数的局部极大值点；这个过程则被称为梯度上升法。

## 描述

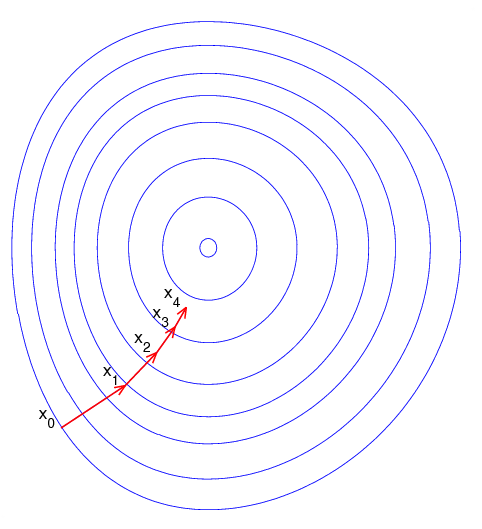
梯度下降法的描述。

梯度下降方法基于以下的观察：如果实值函数{\displaystyle F(\mathbf {x} )}在点{\displaystyle \mathbf {a} }处可微且有定义，那么函数{\displaystyle F(\mathbf {x} )}在{\displaystyle \mathbf {a} }点沿着梯度相反的方向  {\displaystyle -\nabla F(\mathbf {a} )}  下降最多。
因而，如果
{\displaystyle \mathbf {b} =\mathbf {a} -\gamma \nabla F(\mathbf {a} )}
对于一個足够小数值{\displaystyle \gamma >0}時成立，那么{\displaystyle F(\mathbf {a} )\geq F(\mathbf {b} )}。
考虑到这一点，我们可以从函数{\displaystyle F}的局部极小值的初始估计{\displaystyle \mathbf {x} _{0}}出发，并考虑如下序列
{\displaystyle \mathbf {x} _{0},\mathbf {x} _{1},\mathbf {x} _{2},\dots }使得
{\displaystyle \mathbf {x} _{n+1}=\mathbf {x} _{n}-\gamma _{n}\nabla F(\mathbf {x} _{n}),\ n\geq 0}。
因此可得到
{\displaystyle F(\mathbf {x} _{0})\geq F(\mathbf {x} _{1})\geq F(\mathbf {x} _{2})\geq \cdots ,}
如果顺利的话序列{\displaystyle (\mathbf {x} _{n})}收敛到期望的局部极小值。注意每次迭代步长{\displaystyle \gamma }可以改变。
右侧的图片示例了这一过程，这里假设{\displaystyle F}定义在平面上，并且函数图像是一个碗形。蓝色的曲线是等高线（水平集），即函数{\displaystyle F}为常数的集合构成的曲线。红色的箭头指向该点梯度的反方向。（一点处的梯度方向与通过该点的等高线垂直）。沿着梯度下降方向，将最终到达碗底，即函数{\displaystyle F}局部極小值的点。

### 例子
梯度下降法处理一些复杂的非线性函数会出现问题，例如Rosenbrock函數
{\displaystyle f(x,y)=(1-x)^{2}+100(y-x^{2})^{2}.\quad }
其最小值在{\displaystyle (x,y)=(1,1)}处，数值为{\displaystyle f(x,y)=0}。但是此函数具有狭窄弯曲的山谷，最小值{\displaystyle (x,y)=(1,1)}就在这些山谷之中，并且谷底很平。优化过程是之字形的向极小值点靠近，速度非常缓慢。
下面这个例子也鲜明的示例了"之字"的上升（非下降），这个例子用梯度上升（非梯度下降）法求{\displaystyle F(x,y)=\sin \left({\frac {1}{2}}x^{2}-{\frac {1}{4}}y^{2}+3\right)\cos(2x+1-e^{y})}的局部极大值（非局部极小值）。

|}

### 缺点
梯度下降法的缺點包括：
- 靠近局部極小值时速度减慢。
- 直線搜索可能會產生一些問題。
- 可能會“之字型”地下降。

上述例子也已体现出了这些缺点。

## 参阅
| - 共轭梯度法 - 随机梯度下降法 - 最优化 | - 线搜索 - 反向傳播算法 - 量子退火 |